# Helianthemum marmoreum
Helianthemum marmoreum är en solvändeväxtart som beskrevs av Stevan., Matevski och Kit Tan. Helianthemum marmoreum ingår i släktet solvändor, och familjen solvändeväxter. Inga underarter finns listade i Catalogue of Life.